# 明咸阳城
明咸阳城是明清时咸阳县城，今咸阳市老城区所在。
明朝初年，咸阳县属西安府，县治在今兴平县。洪武二年（1369年）或四年（1371年），迁治于渭水驿。景泰三年（1452年），修建县城城墙。嘉靖二十六年（1547年），拓宽东西北城，共设九座城门。此后至民国二十年（1931年），咸阳明城墙先后整修十次，但至今仅渭城区抗战南路留存两段共计二十余米的遗址。2010年，渭城区人民政府以“咸阳县东城墙遗址”的名称列为“区级重点文物保护单位”。另有北门城楼保存，名为凤凰台，为陕西省文物保护单位。